# Fornyrdislag
Fornyrdislag eller fornyrdeslag, (från fornisländskans fornyrðislag), är ett fornnordiskt versmått. Versen konstrueras så att varje rad innehåller två betonade stavelser. Antalet obetonade stavelser varierar. Raderna binds ofta ihop med hjälp av allitteration. Vanligen är raderna parvis sammankopplade: en huvudstav i andra raden bestämmer allitterationen, och dess begynnelsebokstav upprepas av (oftast) två stöttor i raden innan. Ursprungligen har versformen varit ostrofisk men inom fornnordisk dikt blev den senare i allmänhet åttaradig, ofta med två tydliga halvstrofer.
Ordet fornyrdislag betyder ordagrant gammalt versmått eller fornkvädesform. Namnet introducerades av Snorre i den Prosaiska Eddan, men versformen har sina rötter i äldre fornnordisk och germansk diktning.
Exempel (Völuspá vers 1, Erik Brates tolkning, betonad stavelse kursiverad, allitteration i fetstil)
Hören mig alla
heliga släkten
större och smärre
söner av Heimdall;
du vill ju, Valfader,
att väl jag täljer
forntida sägner,
de första, jag minnes
Notera att betoningen, och därmed allitterationen, inte behöver ligga på radens första ord (rad 5–6, 8). I övrigt kan man notera att namnet Valfader, ung. de stupades herre, är en s.k. kenning för Oden.